# Denkmalschutz und Denkmalpflege in Thailand

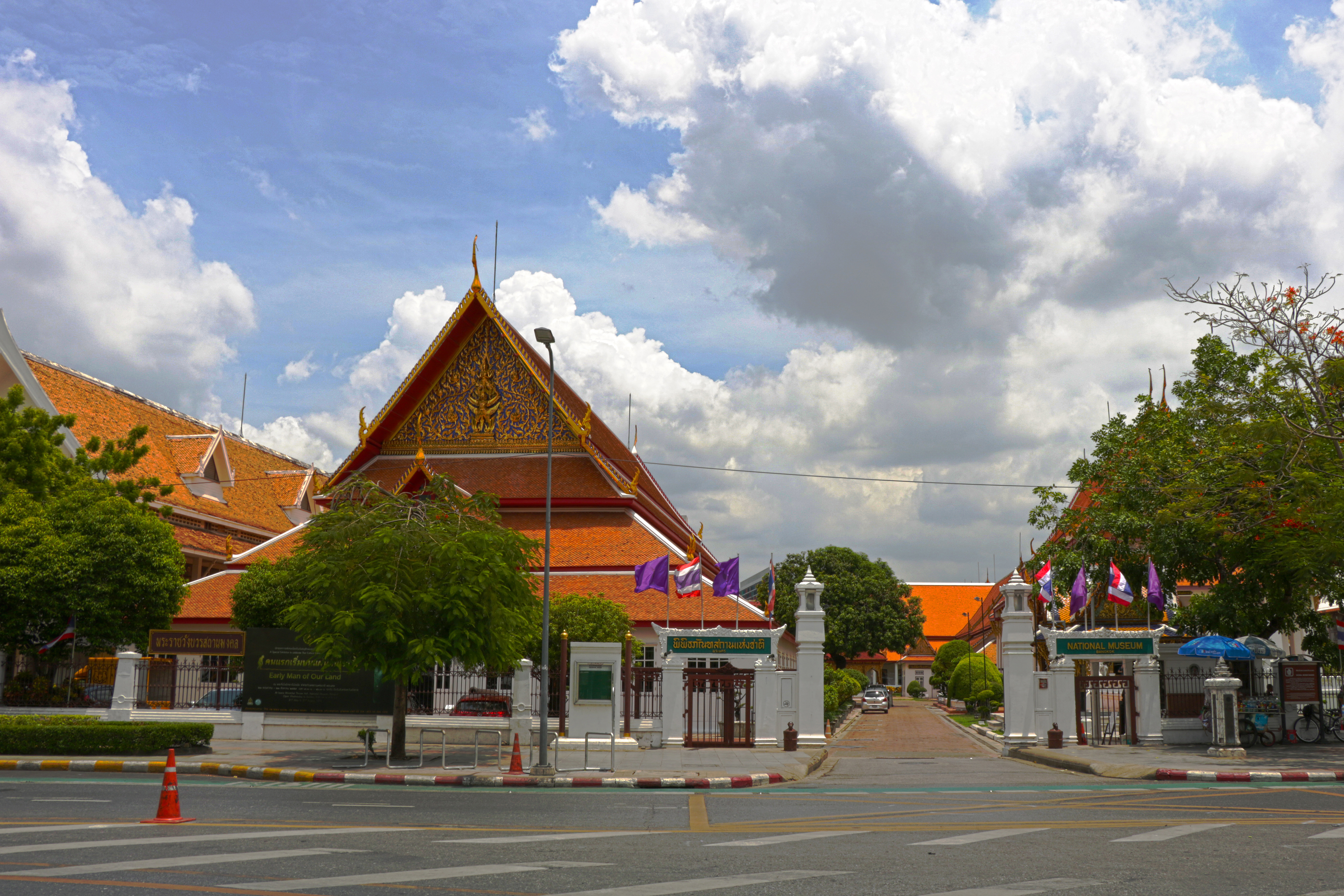
Eingangsbereich des Nationalmuseums in Bangkok

Denkmalschutz und Denkmalpflege in Thailand beschäftigen sich mit den gesetzlichen Grundlagen, der verwaltungsmäßigen Organisation und den konkreten Maßnahmen des Denkmalschutzes, sowie mit den Methoden der Denkmalpflege im Königreich Thailand resp. dem früheren Siam (bis 1939). Die denkmalschützerische und denkmalpflegerische Tradition in Thailand reicht bis zur Mitte des 19. Jahrhunderts zurück. In der heutigen Zeit der zunehmenden Bedrohung von Kulturgütern gewinnen sie für das nationale Bewusstsein wie auch für die Belange des Kulturtourismus zunehmende Bedeutung.

## Rahmenbedingungen

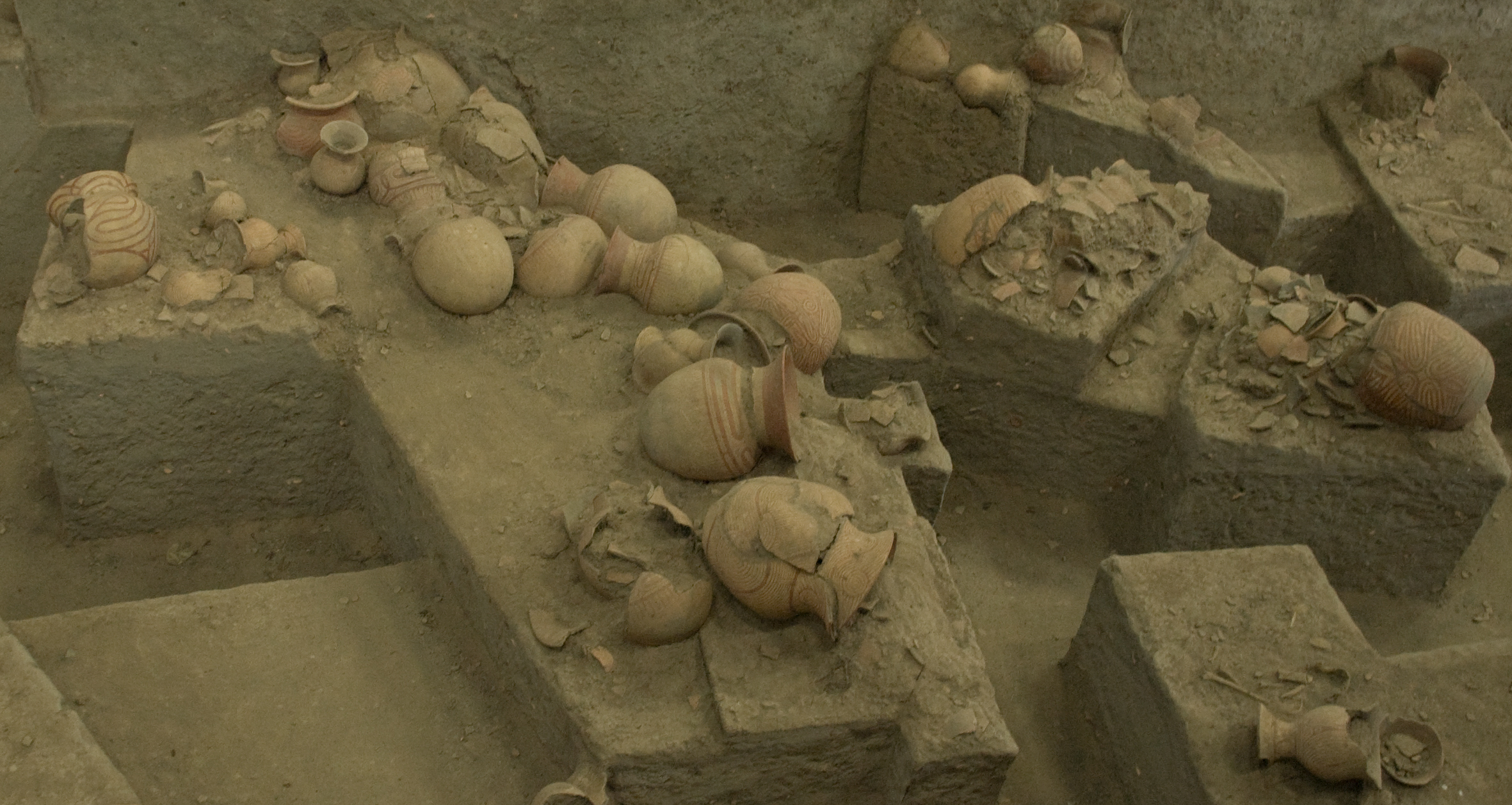
5.000 Jahre alte Keramik aus Ban Chiang in situ

Die ältesten archäologischen Relikte des thailändischen Kulturareals stammen aus dem Neolithikum des 6. Jahrtausends vor unserer Zeitrechnung. Eine erste Zivilisation im engeren Sinne bildete sich mit der Dvaravati-Kultur im sechsten Jahrhundert unserer Zeitrechnung. Der erste, kleinere Flächenstaat wurde mit Haripunjaya im Norden des Landes im 8./9. Jahrhundert gegründet. Im 13. Jahrhundert schließlich entstanden die beiden größeren Territorialstaaten von Sukhothai (im nördlichen Zentral-Thailand in der ersten Hälfte des 13. Jahrhunderts) und Lan Na (in Nord-Thailand in der zweiten Hälfte des 13. Jahrhunderts). Ab dieser Zeit kann von einer staatlichen Kontinuität des Landes gesprochen werden. In den folgenden sieben Jahrhunderten konnte sich eine originäre Thai-Kultur entfalten. Deren Kontinuität wurde dadurch begünstigt, dass das Gebiet, das wir heute Thailand nennen, in seiner Gesamtheit zu keinem Zeitpunkt, nicht dauerhaft und nie flächendeckend okkupiert wurde, auch wenn es sich, bedingt durch die Lage des Landes zwischen den beiden Staaten der Burmesen im Westen und der Khmer im Osten, wiederholt massiven Angriffskriegen ausgesetzt sah und temporär in Teilen besetzt worden ist. Ferner wurde Thailand als einziges Land in Südostasien niemals kolonialisiert, was nicht zuletzt einer geschickten Außenpolitik der Herrscher der Chakri-Dynastie und ihrer Regierungen zu verdanken war, auch wenn diese mit nicht unerheblichen territorialen Zugeständnissen gegenüber den Kolonialmächten an allen damaligen Grenzen des Landes (Französisch-Indochina, Föderierte Malayenstaaten/Nichtföderierte Malayenstaaten und Britisch-Indien) einher ging. So konnte sich nahezu unbeschadet von kulturimperialistischen Bestrebungen eine authentische Kultur entwickeln und erhalten. Erst mit dem Vietnamkrieg (1965–1975), in dem das Land als Ruhe- und Rekreationsraum für die US-amerikanischen Streitkräfte diente, dann durch den Mitte der 1970er Jahre einsetzenden Massentourismus und zuletzt durch die Folgen der Globalisierung wurde und wird diese Authentizität seit nunmehr einem halben Jahrhundert in immer zunehmenderem und schnellerem Maße bedrängt und verändert.
- Siehe auch Geschichte Thailands

## Geschichte

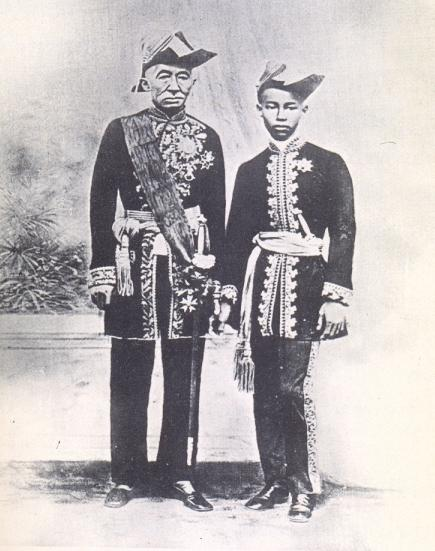
König Mongkut mit seinem Sohn und Nachfolger Chulalongkorn

Das erste Gesetz zum Schutz von Kulturgütern in Thailand wurde zu Beginn der Herrschaft des Königs Mongkut (auch Phra Chom Klao oder Rama IV., 1851–1868) im Jahre 1851 erlassen und trug den Namen „Proklamation über Tempelgrenzen und Tempelplünderer“. Diese Gesetzgebung stand im Kontext mit der Diplomatie des Königs, die einen erfolgreichen Spagat vollzog in dem Bemühen, auf der einen Seite das Land für positive internationale Impulse zu öffnen und Beziehungen zu den damaligen westlichen Mächten aufzunehmen, dabei aber auf der anderen Seite destruktive westliche Einflüsse oder gar die direkte Kolonisierung zu verhindern. Im Einklang mit den persönlichen Interessen des Königs für Geschichtswissenschaften, Kunstgeschichte und Archäologie bildete sich eine kleine intellektuelle Elite, die eine Anzahl von archäologischen Untersuchungen durchführte und Museumsausstellungen organisierte. Obwohl diese Projekte ein Privatangelegenheit des Königs und kein offizielles Regierungsprogramm waren, trugen sie dennoch dazu bei, die Bewahrung des kulturellen Erbes zu einem allgemein anerkannten Wert zu machen und den gebildeteren Teil der Öffentlichkeit für die Belange des Denkmalschutzes zu sensibilisieren. Durch die Initiierung dessen, was wir heute Denkmalschutz und Denkmalpflege nennen, erweckte der König bei seinen Untertanen ein Bewusstsein für den Wert der Kultur und nutzte dies als willkommenes Mittel, das Nationalbewusstsein und die nationale Einheit weiterzuentwickeln.
Sein Sohn und Nachfolger König Chulalongkorn (auch Phra Chunlachom Klao oder Rama V., der Große, 1868–1910) setzte die Politik seines Vaters erfolgreich fort und intensivierte und beschleunigte sie noch. Auch dessen Interesse für die Vergangenheit teilte Chulalongkorn. Er schrieb selber über archäologische Themen, installierte 1874 in seinem Palast ein Museum, bemühte sich 1886 beim Ethnologischen Museum in Berlin um die Rückgabe gestohlener Objekte, gründete 1888 das Museumsdepartment als staatliche Behörde und begründete 1907 den Antiquitäten-Club, der für das Studium von Archäologie, Geschichte und Kunstgeschichte warb sowie 1914 den Literatur-Club. In seine Zeit fiel auch die erste wissenschaftliche Ausgrabung in Ayutthaya. Während einer längeren Reise im Jahre 1897 hatte er unter anderem Theben, Gizeh, Pompeji, Rom, Florenz und Venedig besucht. Beeindruckt und beeinflusst von den Palästen und Monumenten, die auf seiner Reise kennengelernt hatte, errichtete er einen Sommerpalast in der alten Hauptstadt Ayutthaya, um so eine Kontinuität zwischen deren alten, angesehenen Dynastien (1351–1767) und seiner eigenen, der Chakri-Dynastie (seit 1782) zu demonstrieren.

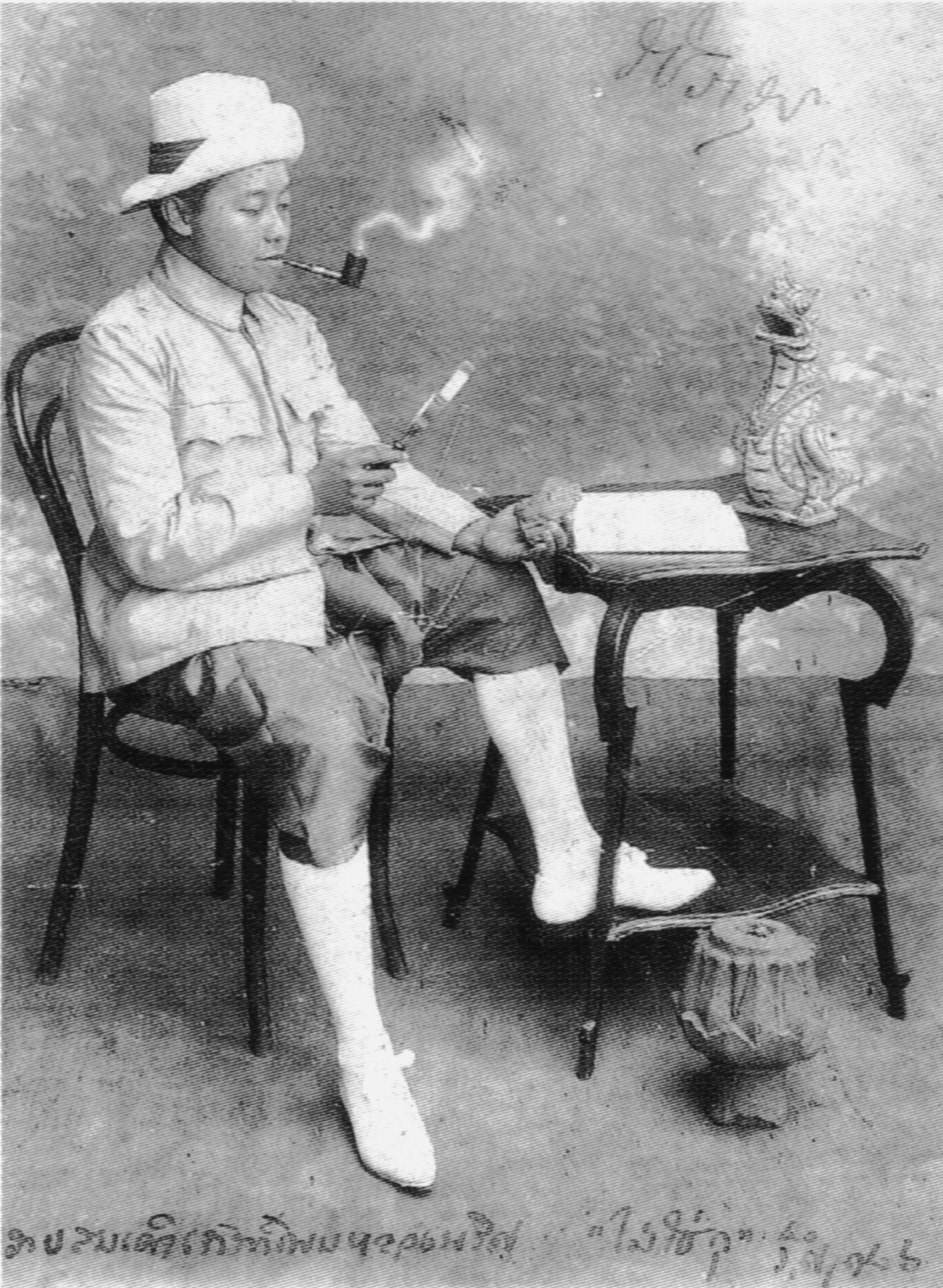
Kronprinz Vajiravudh

Der nachfolgende König Vajiravudh (auch Phra Mongkut Klao oder Rama VI., 1910–1925) stand als Student der Geschichtswissenschaften (University of Oxford) und aktiver archäologischer Pionier (beispielsweise bei der Erforschung der Thanon Phra Ruang und der antiken Stätten von Sukhothai im Jahre 1907) ganz in der Tradition seiner beiden Vorgänger. In seiner Regierungszeit erreichte der Denkmalschutz in Thailand eine moderne Ebene bürokratischer Ausprägung mit einem deutlichen Bedeutungsgewinn des Schutzes, der Pflege und der Restaurierung von Kulturgütern, einschließlich der antiken Denkmale, der antiken Objekte, der Kunstobjekte und der archäologischen Fundstätten. All diese Angelegenheiten werden seit dieser Zeit durch das 1911 gegründete Fine Arts Department (FAD) überwacht. Das FAD kümmert sich mit Hilfe seiner über das ganze Land verteilten 13 Regionalbüros um alle Aspekte des Denkmalschutzes und der Denkmalpflege. Alle Regionalbüros verfügen über spezialisierte Unterabteilungen, darunter befinden sich eine akademische Forschungsabteilung, eine Abteilung für Denkmalpflege und eine technische Abteilung.
In eine noch mehr wissenschaftlich geprägte Phase traten der Schutz und die Pflege des kulturellen Erbgutes schließlich in einer frühen Periode der Regierungszeit des Königs Bhumibol Adulyadej (auch Bhumibol der Große oder Rama IX., 1946–2016) ein. Ein Meilenstein hierbei war der Erlass des Gesetzes über die antiken Monumente, Antiquitäten, Kunstobjekte und Nationalmuseen (Act of ancient monuments, antiques, objects of art and national museums) vom 2. August 1961 und die darauf aufbauenden ministeriellen Erlasse. Unter anderem hat seit dem Inkrafttreten dieses Gesetzes die Datierung archäologischer Befunde nur noch auf der Basis zuverlässiger Methoden zu erfolgen, die Restaurationsmethode der Anastilosis  wurde in Thailand gängige Praxis und vieles mehr. Das Gesetz nahm durch Dezentralisierung der Denkmalverwaltung und einen höheren Grad der öffentlichen Teilhabe und Kooperation beim Schutz von Kulturgütern eine Anpassung an veränderte gesellschaftliche Rahmenbedingungen vor. Es folgten weitere Vorschriften, die dieses Gesetz stützten, verstärkten, konkretisierten oder weiterentwickelten, so 1985 der Erlass des FAD über die Bewahrung von Denkmalen. Eine Anzahl von Artikeln der Charta von Venedig wurde in Übereinstimmung mit dem Erlass von 1985 übernommen. Dies wurde wesentlich begünstigt durch den ebenfalls noch 1985 vollzogenen Beitritt Thailands zum International Council on Monuments and Sites (ICOMOS). All diese dem Gesetz von 1961 nachfolgenden Schritte und Erlasse führten zu strengeren Verfahrensweisen mit klaren Richtlinien, Regeln und Bestimmungen zur Denkmalpflege.
Die außergewöhnliche Bedeutung von Kulturdenkmälern für Politik und Gesellschaft in südostasiatischen Staaten mag an einer Singularität der Geschichte deutlich werden, dem Grenzkonflikt zwischen Kambodscha und Thailand um den inzwischen zum (kambodschanischen) Weltkulturerbe ernannten Prasat Preah Vihear. Dieser über mehrere Jahrzehnte dahin schwelende, in unterschiedlichen Intensitäten immer mal wieder aufflammende Konflikt – letztlich eine Spätfolge der Kolonialpolitik des 19. und 20. Jahrhunderts – eskalierte im Jahr 2008 bis hin zu militärischen Auseinandersetzungen zwischen den beiden Staaten mit mehreren Toten und Verletzten.

## Denkmalschutzgesetz von 1961
Grundlage des thailändischen Denkmalschutzes ist das „Gesetz über die antiken Monumente, Antiquitäten, Kunstobjekte und Nationalmuseen“ vom 2. August 1961 und die darauf aufbauenden ministeriellen Erlasse. Mit diesem Gesetz bekam Thailand ein Denkmalrecht, das die FAD und die zuständigen Behörden im Vergleich zu anderen Ländern mit sehr weitreichenden Kompetenzen ausstattete. In insgesamt 40 Artikeln regelt das Gesetz alle die darin definierten Objekte betreffenden Belange.

### Präambel (Artikel 1 bis 6)
- Die Artikel 1 bis 3 regeln den Namen und das Inkrafttreten des Gesetzes sowie den Umstand, dass durch dieses Gesetz die beiden Vorläufergesetze von 1934 und 1943 obsolet werden.
- Artikel 4 enthält wichtige Begriffsdefinitionen[17]. Als „Ancient Monuments“ (Antike Monumente) werden unbewegliche Sachen definiert, die durch ihr Alter, ihre architektonische Charakteristik oder ihre historische Bedeutung für die Geschichtswissenschaften, die Kunst(geschichte) oder die Archäologie von Nutzen[18] sind (hierbei wird nicht zwischen Baudenkmalen und Bodendenkmalen differenziert, die Gesetzestexte beziehen sich gleichrangig auf beide). Unter „ancient objects“ (Antiquitäten) versteht das Gesetz Dinge, die auf natürliche Art und Weise entstanden sind, oder von Menschen geschaffen wurden, oder Teil eines antiken Monuments, eines menschlichen Skeletts oder tierischer Überbleibsel sind und die durch ihr Alter, die Charakteristik ihrer Herstellung oder ihre geschichtliche Bedeutung nützlich[18] auf den Gebieten der Kunst, der Geschichte oder der Archäologie sind. Unter „art objects“ (Kunstobjekte, Kunstgegenstände) werden Gegenstände verstanden, die durch Handwerkskunst hergestellt wurden und als wertvoll auf dem Gebiet der Kunst angesehen werden. „Minister“ bezeichnet den dieses Gesetz ausführenden Fachminister (i. ü. S. das Ministerium), mit „Generaldirektor“ ist der Generaldirektor (i. ü. S. die Generaldirektion) des Fine Arts Department (nach deutschem Verständnis in etwa das Kulturreferat des Fachministeriums) gemeint und ein „Zuständiger Beamter“ ist eine vom ausführenden Minister ernannte Person (i. ü. S. die zuständige Behörde).
- Die Artikel 5 und 6 regeln die Verantwortung und die Zuständigkeiten des Ministeriums und der Generaldirektion. Insbesondere geht es um die Möglichkeit weitere „Zuständige Beamte“ zu ernennen und im Zusammenwirken mit den Provinzregierungen quasi Untere Denkmalschutzbehörden einzurichten.[12]

### Antike Monumente [Baudenkmale und Bodendenkmale] (Artikel 7 bis 13)

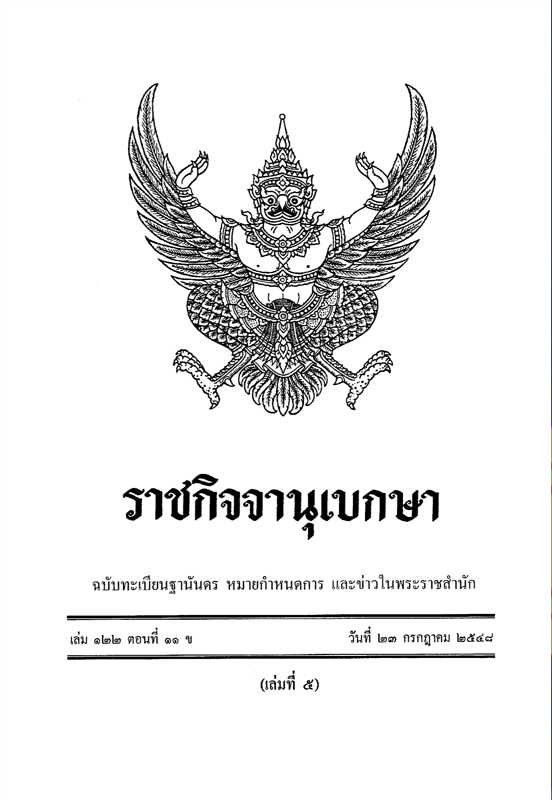
Titelseite einer Ausgabe der Royal Thai Government Gazette

- Abschnitt 7 räumt der Generaldirektion die Vollmacht ein, jedes ihr geeignet erscheinende Monument durch Veröffentlichung im amtlichen Regierungsanzeiger (Royal Thai Government Gazette) zum geschützten Denkmal zu erklären und die Größe des notwendigen Geländes um das Denkmal herum festzulegen. Dieses Gelände soll wie das Denkmal selbst geschützt sein. Änderungen auf oder Streichungen von der Denkmalliste müssen ebenfalls im Regierungsanzeiger publiziert werden. Sollte sich das Monument oder das Grundstück in Eigentum oder Besitz einer anderen Person[19] befinden, muss diese von der Generaldirektion informiert werden. Der Eigentümer oder der Besitzer hat danach 30 Tage Zeit, einen Gerichtsentscheid gegen die Registrierung oder die Bemessung der Grundstücksgröße zu beantragen. Wenn er dies versäumt oder das Gericht die Klage letztinstanzlich abweist, kann die Generaldirektion mit dem Eintragungsprocedere fortfahren.
- Artikel 8 legt fest, dass alle unter den vorher geltenden rechtlichen Bestimmungen eingetragenen Denkmale so zu behandeln sind, als wären sie unter diesem Gesetz registriert worden.
- Artikel 9 bestimmt, dass in dem Fall, dass ein registriertes antikes Monument, das sich im Eigentum oder rechtsgültigem Besitz irgendeinder Person[19] befindet, verfällt oder baufällig oder beschädigt wird, der Eigentümer oder Besitzer dies binnen 30 Tagen nach Kenntnisnahme des Schadens der Generaldirektion anzuzeigen hat.
- Artikel 10 regelt, dass niemand ein eingetragenes Denkmal restaurieren oder modifizieren, noch in dem umliegenden Schutzgelände irgendwelche Ausgrabungen vornehmen darf, es sei denn, er handelt auf Anordnung der Generaldirektion oder besitzt deren Erlaubnis. Wenn die Erlaubnis mit Auflagen verbunden ist, sind diese strikt einzuhalten.
- Artikel 11 gibt der Generaldirektion die Vollmacht, für jedes Antike Monument, auch wenn es sich in Eigentum oder Besitz einer anderen Person befindet, den zuständigen Beamten oder eine andere Person zu beauftragen, Reparaturen vorzunehmen oder was immer auch erforderlich sein mag zu veranlassen, um den Originalzustand zu erhalten oder das Denkmal zu restaurieren, unter dem Vorbehalt, dass Eigentümer oder Besitzer zuvor informiert werden müssen.
- Artikel 12 besagt, dass im Falle der Veräußerung eines eingetragenen Denkmals der Verkäufer binnen 30 Tagen nach dem Verkauf der Generaldirektion Name und Anschrift des Käufers sowie das Datum des Verkaufs mitteilen muss. Eine Person, die durch Erbschaft oder durch Willenserklärung die Eigentümerschaft an einem antiken Denkmal erwirbt, hat dies innerhalb von 60 Tagen nach dem Erwerb der Generaldirektion anzuzeigen. Bei einem Erwerb durch mehrere Eigentümer ist es ausreichend, wenn einer der Miteigentümer dieser Meldepflicht nachkommt.
- Artikel 13 ermächtigt das Ministerium, wenn es dies zur Erhaltung eines registrierten Denkmals für angemessen erachtet, eine Verfügung über die Durchführung von Besichtigungen zu erlassen und insbesondere bei Denkmalen, die sich nicht in privatem Besitz befinden, eine Zutrittsgebühr zu erheben. Eine solche Verfügung kann für alle Denkmale inhaltlich gleich lautend oder für einzelne Denkmale abweichend erlassen werden.[12]

### Antiquitäten und Kunstobjekte (Artikel 14 bis 24)
- Artikel 14 ermächtigt die Generaldirektion, jede Antiquität oder jedes Kunstobjekt, das sich im Besitz des FAD befindet, durch Eintrag in die Government Gazette als geschützt zu registrieren, wenn dieser Gegenstand für die Kunst, die Geschichte oder für die Archäologie von besonderem Wert ist.
- Artikel 15 regelt, dass niemand eine registrierte Antiquität oder einen eingetragenen Kunstgegenstand restaurieren oder verändern darf, wenn er nicht eine entsprechende Erlaubnis der Generaldirektion erhalten hat. Beinhaltet diese Erlaubnis Bedingungen, sind diese zwingend einzuhalten.
- Artikel 16 bestimmt, dass in dem Falle, dass eine eingetragene Antiquität oder ein registriertes Kunstobjekt eine Zustandsverschlechterung erfährt, restaurationsbedürftig wird, beschädigt wird oder verloren geht, der Eigentümer binnen 30 Tagen nach Kenntnisnahme dieser Veränderung die Generaldirektion darüber zu informieren hat.
- Artikel 17 legt fest, dass der Verkäufer einer registrierten Antiquität oder eines eingetragenen Kunstobjektes der Generaldirektion den Namen und die Anschrift des Käufers sowie das Verkaufsdatum innerhalb von 30 Tagen nach dem Verkauf schriftlich mitzuteilen hat. Eine Person, die die Eigentümerschaft an einer registrierten Antiquität oder an einem eingetragenen Kunstgegenstand durch Erbschaft oder Willenserklärung erwirbt, hat die Generaldirektion darüber binnen 60 Tagen nach dem Erwerb zu informieren. Erwerben mehrere Personen Eigentum an ein und demselben Gegenstand, so reicht es aus, wenn einer der Miteigentümer dieser Anzeigepflicht nachkommt.
- Artikel 18 bestimmt, dass Antiquitäten oder Kunstgegenstände, die sich im Eigentum des Staates und unter der Obhut und Pflege des FAD befinden, grundsätzlich unveräußerlich sind, sofern nicht per Gesetz etwas anderes bestimmt wird. Wenn jedoch eine unverhältnismäßig große Menge gleicher Gegenstände vorhanden ist, kann die Generaldirektion mit einer ministeriellen Genehmigung einen Teil dieser Gegenstände durch Verkauf oder Tausch zum Vorteil der Nationalmuseen veräußern, oder sie den Ausgräbern als Belohnung oder zur Entgeltung ihrer Dienste überlassen.
- Artikel 19 regelt, dass niemand mit Antiquitäten oder Kunstobjekten Handel treiben oder sie geschäftsmäßig gegen die Erhebung von Eintrittsgebühren für die Öffentlichkeit ausstellen darf, sofern er hierfür keine Lizenz der Generaldirektion erhalten hat. Der Antrag auf die Lizenz und ihre Erteilung haben bei der Generaldirektion in vorgeschriebener Form zu erfolgen. In dem Fall, dass die Generaldirektion die Erteilung der Lizenz versagt, kann gegen diese Entscheidung binnen 30 Tagen beim Ministerium Beschwerde eingelegt werden. Die Entscheidung des Ministeriums ist dann endgültig.
- Artikel 20 führt dazu weiter aus, dass der Lizenznehmer nach Artikel 19 die Lizenz gut sichtbar in seinen Geschäfts- oder Ausstellungsräumen anzubringen hat. Ferner hat er wahrheitsgemäß ein Verzeichnis der in seinem Besitz befindlichen Antiquitäten oder Kunstgegenständen zu führen. Dieses Inventar muss in vorgeschriebener Form bei der Generaldirektion eingereicht sowie in den Geschäfts- oder Ausstellungsräumen bereitgehalten werden.
- Artikel 21 ermächtigt die zuständige Behörde, alle Lokalitäten zu betreten, in denen Handel mit Antiquitäten oder Kunstgegenständen oder deren Ausstellung betrieben wird. Dies kann erfolgn, um zu inspizieren, ob ein Lizenznehmer die Bestimmungen dieses Gesetzes einhält, oder ob sich dort eine Antiquität oder ein Kunstobjekt befindet, die oder das sich der Lizenznehmer ungesetzlich angeeignet hat. Die zuständige Behörde wird ermächtigt, jede Antiquität oder jeden Kunstgegenstand zu beschlagnahmen, bei denen vernünftigerweise angenommen werden muss, dass sie auf ungesetzlichem Wege beschafft wurden.
- Artikel 22 bestimmt, dass es niemandem erlaubt ist, eine Antiquität oder einen Kunstgegenstand, unabhängig davon ob das Objekt als geschützt registriert ist oder nicht, zu exportieren oder auf sonstige Weise aus dem Territorium des Königreiches heraus zu bringen, es sei denn, von der Generaldirektion wurde hierzu eine Genehmigung erteilt. Der Antrag für die Genehmigung und die Genehmigung selber müssen in vorgeschriebener Form bei der Generaldirektion erfolgen. Diese Bestimmung bezieht sich nicht auf reine Transitsendungen. Der Lizenznehmer hat für die Genehmigung eine durch ministeriellen Erlass festgelegte Gebühr zu entrichten.
- Artikel 23 regelt, dass jede Person, die beabsichtigt, eine Antiquität oder ein Kunstobjekt vorübergehend aus dem Territorium des Königreichs zu entfernen, hierfür bei der Generaldirektion eine Lizenz zu beantragen hat. Im Falle der Zurückweisung dieses Anliegens ist der Antragsteller berechtigt, binnen 30 Tagen beim Ministerium Beschwerde einzulegen. Der Entscheid des Ministeriums ist dann endgültig. Wenn die Generaldirektion den Antrag als berechtigt ansieht oder das Ministerium zugunsten des Antragstellers entscheidet und der Antragsteller den Bedingungen und Erfordernissen durch Entrichtung einer Sicherheitsleistung zugestimmt hat, soll die Generaldirektion eine zeitlich limitierte Genehmigung erteilen.
- Artikel 24 bestimmt, dass Antiquitäten oder Kunstgegenstände, die unter solchen Umständen vergraben, verborgen oder aufgegeben wurden, dass niemand mehr behaupten kann, er sei der ursprüngliche Besitzer oder Eigentümer, in Staatseigentum übergehen. Auch dann, wenn der Ort des Vergrabens, des Verbergens oder des Verlustes das Eigentum oder der Besitz von jemandem[19] ist. Der Finder einer solchen Antiquität oder eines solchen Kunstobjektes hat dieses der zuständigen Behörde, der lokalen Administration oder einer Polizeibehörde zu übergeben. Ein solcher Finder hat einen Anspruch auf eine Belohnung in Höhe eines Drittels des Wertes des gefundenen Gegenstandes.[12]

### Nationalmuseen (Artikel 25 bis 27)
- Artikel 25 erklärt, dass Nationalmuseen zur Bewahrung von Antiquitäten und Kunstobjekten, die sich im öffentlichen Eigentum befinden, gegründet werden sollen. Jede Stelle, an der ein Nationalmuseum gegründet werden soll sowie die Statusänderung eines Nationalmuseums müssen vom Ministerium in der Government Gazette publiziert werden. Die bei Inkrafttreten dieses Gesetzes bereits existierenden Nationalmuseen sollen auch unter diesem neuen Gesetz Nationalmuseen bleiben.
- Artikel 26 legt fest, dass Antiquitäten und Kunstobjekte, die sich unter Obhut und Pflege des FAD in Staatsbesitz befinden, grundsätzlich nirgendwo anders aufbewahrt werden sollen, als in den Nationalmuseen. Aber in Fällen, in denen es unmöglich oder unzweckmäßig ist, sie in den Nationalmuseen aufzubewahren, können sie auch, vorbehaltlich einer ministeriellen Genehmigung, an anderer Stelle verwahrt werden. Diese Bestimmungen beziehen sich nicht auf Antiquitäten und Kunstgegenstände, die mit ministeriellen Genehmigung zeitlich befristet an anderen Orten ausgestellt werden, sowie für Gegenständen, die sich durch Anordnung des FAD zu Zwecken der Restauration außerhalb der Nationalmuseen befinden. Bei Vorhandensein einer großen Anzahl gleichartiger Antiquitäten oder Kunstobjekte kann die Generaldirektion es Ministerien oder Verwaltungsabteilungen erlauben, einige Stücke zeitlich befristet bei sich zu bewahren.
- Artikel 27 ermächtigt das Ministerium, Besucherordnungen für die Nationalmuseen zu erlassen wie es ihm angebracht erscheint, um während der Besuche für angemessenes Verhalten zu sorgen. Das Ministerium darf ebenfalls Eintrittsgebühren festlegen. Beide Regelungen sollen per ministeriellem Erlass erfolgen.[12]

### Archäologischer Fonds (Artikel 28 bis 30)
- Artikel 28 erklärt, dass ein archäologischer Fonds aufgelegt werden soll für die Ausgaben durch Maßnahmen zum Nutzen der Denkmale und für Museumsaktivitäten.
- Artikel 29 erläutert, dass sich dieser Fonds zusammensetzen soll aus Geldern, die durch die Bestimmungen dieses Gesetz erworben werden, geldlichen Vorteilen die aus den Denkmalen entstehen, Geld- und Eigentumsspenden, sowie aus dem Zentralfonds oder dem Kapital, das dem FAD zum Zeitpunkt des Inkrafttreten dieses Gesetzes zur Verfügung steht.
- Artikel 30 legt fest, dass Buchführung und Zahlungsverkehr des Fonds unter Beachtung von ministeriell vorgeschriebenen Regeln zu erfolgen haben.[12]

### Strafkatalog (Artikel 31 bis 39)
- Artikel 31 bestimmt, dass derjenige, der eine Antiquität oder ein Kunstobjekt findet, die unter solchen Umständen vergraben, verborgen oder aufgegeben wurden, dass niemand mehr behaupten kann, er sei der ursprüngliche Besitzer oder Eigentümer, und diesen Gegenstadt für sich selbst oder einen anderen behält, mit Gefängnis bis zu zwei Jahren oder mit einer Geldstrafe oder mit beidem bestraft werden soll.
- Artikel 32 besagt, dass derjenige, der ein antikes Monument zerstört, beschädigt oder unbrauchbar macht, oder der einen Wertverlust des Denkmals verursacht, mit Gefängnis von bis zu einem Jahr oder mit einer Geldstrafe oder mit beidem bestraft werden soll. Wenn es sich bei dem betroffenen Monument um ein eingetragenes, geschütztes Denkmal handelt, soll der Verursacher zu Gefängnis zwischen drei Monaten und fünf Jahren und zusätzlich mit einer Geldstrafe bestraft werden.
- Artikel 33 legt fest, dass derjenige, der eine Antiquität oder einen Kunstgegenstand beschädigt oder zerstört, oder deren Verlust oder Wertverlust oder ihre Unbrauchbarkeit verursacht, mit Gefängnis bis zu zwei Jahren oder mit einer Geldstrafe oder mit beidem bestraft werden soll.
- Artikel 34 regelt, dass diejenigen, die gegen die Bestimmungen der Artikel 9, 12, 16, 17 oder 20, oder gegen die in den Artikeln 13 und 27 genannten ministeriellen Erlasse verstoßen, mit Gefängnis bis zu einem Monat oder mit einer Geldstrafe oder mit beidem bestraft werden sollen.
- Artikel 35 bestimmt, dass derjenige, der gegen die Bestimmungen des Artikels 10 oder gegen die Auflagen der darin erwähnten Erlaubnis der Generaldirektion verstösst, mit Gefängnis bis zu einem Jahr oder mit einer Geldstrafe oder mit beidem bestraft werden soll.
- Artikel 36 legt fest, dass derjenige, der gegen die Bestimmungen des Artikels 15 oder gegen die Auflagen der darin erwähnten Erlaubnis der Generaldirektion verstösst, mit Gefängnis bis zu einem Jahr oder mit einer Geldstrafe oder mit beidem bestraft werden soll.
- Artikel 37 regelt, dass derjenige, der gegen die Bestimmungen des ersten Satzes von Artikel 19 verstösst, mit Gefängnis bis zu sechs Monaten oder mit einer Geldstrafe oder mit beidem bestraft werden soll.
- Artikel 38 bestimmt, dass derjenige, der unter Verletzung des Artikels 22 eine nicht registrierte Antiquität oder ein nicht registriertes Kunstobjekt aus dem Gebiet des Königreichs Thailand exportiert oder anderweitig heraus bringt, mit Gefängnis bis zu einem Jahr oder mit einer Geldstrafe oder mit beidem bestraft werden soll.
- Artikel 39 bestimmt, dass derjenige, der unter Verletzung des Artikels 22 eine registrierte Antiquität oder einen registrierten Kunstgegenstand aus dem Gebiet des Königreichs Thailand exportiert oder anderweitig heraus bringt, mit Gefängnis zwischen drei Monaten und einem Jahr und zusätzlich mit einer Geldstrafe bestraft werden soll.

Der Artikel 40 schließlich enthält die Übergangsbestimmungen des Gesetzes.

## Strukturen und Umsetzung

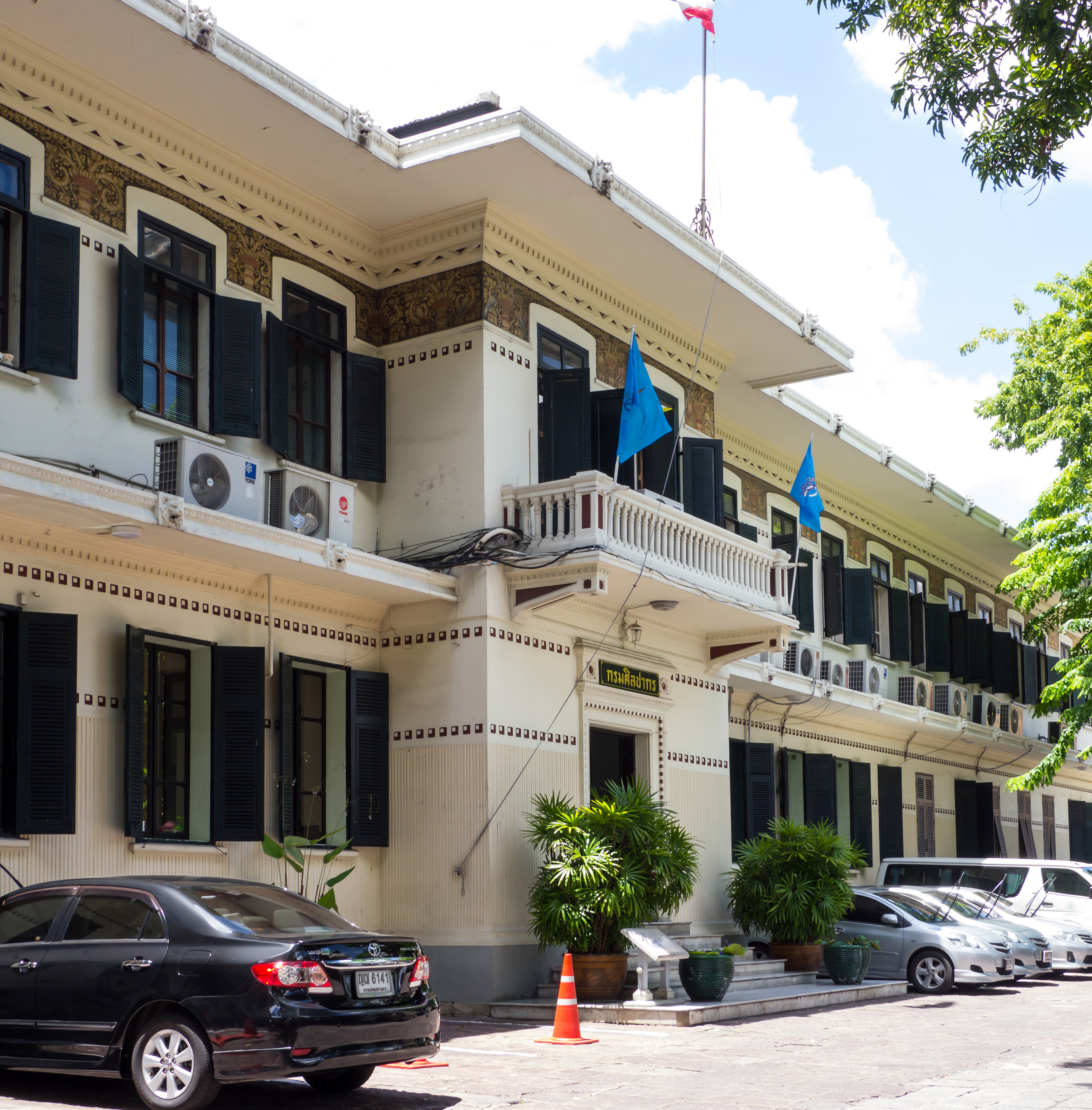
Fine Arts Department in Bangkok

Denkmalschutz und Denkmalpflege sind in Thailand eine Aufgabe des Staates und werden durch zwei große Abteilungen des Kulturministeriums administriert, dem „Office of Cultural Promotions“, und dem Fine Arts Department (FAD). Während erstgenannte Abteilung für das immaterielle Kulturgut zuständig ist, fallen Denkmalschutz und Denkmalpflege in unserem Sinne in den Zuständigkeitsbereich des FAD mit seinen beiden Unterabteilungen, dem „Office of Archaeology“ (Büro für Archäologie) und dem „Office of National Museums“ (Büro für Nationalmuseen), sowie seinen 13 Regionalbüros. Diese Zuständigkeit schließt die Aufsicht über die inzwischen 41 Nationalmuseen sowie über das thailändische UNESCO-Welterbe (siehe weiter unten) mit ein.
Das Office of Archaeology, entstanden 1908 als privater „Antiquity Club“ und erst später in eine staatliche Verwaltung umgewandelt, ist seit 1926 die zentrale Behörde der Denkmalpflege und gliedert sich in sieben Abteilungen: für allgemeine Angelegenheiten, für Planung und Auswertung, für Forschung, für die Restauration und Bewahrung antiker Monumente, für die Bewahrung und Restauration von Wandgemälden und unbeweglichen Skulpturen, für Kontrolle und Wartungen sowie für Geschichtsparkprojekte. Im Rahmen des Denkmalschutzgesetzes von 1961 besitzt das Office die Befugnis, Anträge auf archäologische Untersuchungen auf öffentlichem Land zu genehmigen oder abzulehnen.
Da viele dieser archäologischen Fundplätze, antiken Städte und Denkmale Thailands Anziehungspunkte und Schlüsseldestinationen für den Tourismus darstellen werden sie von der Tourism Authority of Thailand (T.A.T.) sowie deren Büros in den Provinzen und Städten beworben. In den vergangenen Jahrzehnten hat die Partizipation öffentlicher und lokaler Vereinigungen an der thailändischen Denkmalpflege stark zugenommen. Über das ganze Land verteilt gibt es inzwischen über 1.400 Museen. Die meisten davon sind nicht regierungsabhängig, sondern werden durch private Stiftungen, Schenkungen und Spenden finanziert und von ehrenamtlichen Mitarbeitern betrieben. Darunter befinden sich archäologische Museen, Keramikmuseen, ethnographische Museen, Häuser in traditioneller Bauweise und vieles andere mehr.

Siegel der Silpakorn-Universität

Die thailändischen Archäologen lassen sich grob in zwei große Gruppen unterteilen. Die eine Gruppe, deren Arbeitsschwerpunkt in der Bestandsaufnahme, Bewahrung und Restauration archäologischer Stätten liegt, ist mit dem FAD verbunden, die andere, deren Hauptaugenmerk auf der wissenschaftlichen Forschung liegt, mit akademischen Instituten wie Universitäten und Colleges. Die erste – und lange Zeit die einzige – Ausbildungsstätte für Archäologen in Thailand war die archäologische Fakultät der Silpakorn-Universität in Bangkok. Die meisten thailändischen Archäologen haben an dieser Universität studiert. Der Schwerpunkt der dort gegebenen Kurse liegt auf thailändischer Archäologie und archäologischer Praxis. Das Studium kann mit dem Bachelor, dem Master oder der Promotion abgeschlossen werden. Seit 2006 (als Untergraduiertenkurs) bzw. 2007 (als Masterstudiengang) wird auch „Cultural Resource Management“ angeboten. In den letzten Jahrzehnten haben auch andere Universitäten und Colleges des Landes (darunter die Thammasat-Universität, die Chulalongkorn-Universität, die Srinakharinwirot-Universität (alle drei in Bangkok), die Universität Khon Kaen, die Universität Chiang Mai und die Burapha-Universität) damit begonnen, archäologische Programme zu entwickeln und archäologische Kurse in ihren Lehrplan aufzunehmen, ohne jedoch entsprechende Abschlüsse anzubieten.

## Probleme
Auch wenn Thailand das Glück hatte, nicht in großem Stile seiner Kulturgüter durch Kolonialmächte beraubt worden zu sein, stellten und stellen das Raubgräberunwesen und mehr noch der illegale internationale Antiquitätenhandel wie in allen Schwellenländern ein großes Problem auch im thailändischen Denkmalschutz dar. Seitens der thailändischen Regierung und der Denkmalschutzorganisationen versucht man dieser Problematik – außer durch strafrechtliche Konsequenzen – insbesondere durch bi- und multilaterale Abkommen und Kooperationen zu begegnen. So ist das Land seit 1965 Gründungsmitglied der SEAMEO (Southeast Asian Ministers of Education Organization) und seit 1985 des dazu gehörenden SEAMEO-SPAFA (Southeast Asian Regional Centre for Archaeology and Fine Arts). In vielen Fällen werden die Raubgräber von Mittelsmännern, meist international tätigen Antiquitätenhändlern aus Bangkok, angeworben. Leicht zugängliche, wenig besiedelte und sehr weitläufige prähistorische Fundstätten in Zentral- und Nordostthailand sind die bevorzugten Ziele der Räuber.
Ein weiteres großes Problem liegt in dem oft zu Tage tretenden Widerspruch zwischen den Interessen der zuständigen und ausführenden Behörden und Wissenschaftler auf der einen Seite und denen der lokalen Bevölkerung andererseits, beispielsweise wenn es um die Restauration eines Denkmals geht, das rezent als spiritueller oder heiliger Ort aufgesucht wird. Die in Thailand häufig angewandte Restaurationstechnik der Anastilosis, deren erster Schritt in der vollständigen Abtragung des Denkmals besteht, stößt naturgemäß auf das völlige Unverständnis und den massiven Widerspruch der Gläubigen, in deren Augen ja das Heiligtum zerstört wird.
Als letztes größeres Problem sei hier die Vergabe von öffentlichen Aufträgen betreffend die Erhaltung und Restauration von archäologischen Überresten und historischen Gebäuden in die Hand von Privatfirmen genannt. Diese Firmen gehen ihre Aufgaben häufig nur von der technischen Seite an, ohne über fundierte archäologische Kenntnisse oder das notwendige fachlich Einfühlungsvermögen zu verfügen. Für sie steht ferner die Reduzierung von Kosten und die Einsparung von Zeit zum Zwecke der Gewinnmaximierung im Vordergrund. So gehen potentielle, wertvolle Erkenntnisse verloren und das Ergebnis ihrer Tätigkeit ist oft archäologisch falsch und – vom ästhetischen Gesichtspunkt her – unansehnlich dazu.

## UNESCO-Welterbestätten und UNESCO-Weltdokumentenerbe
Bereits seit 1967 ist Thailand Mitgliedsland der ICCROM und 1991 wurden die ersten Welterbestätten von der UNESCO anerkannt. Aktuell gibt es im Lande derer fünf, davon drei Kulturerbestätten und zwei Naturerbestätten, sowie ferner vier Dokumentenerbestätten.
Zum Weltkulturerbe wurden ernannt:
- 1991 der Geschichtspark Sukhothai sowie die mit ihm in räumlichem, zeitlichem und kulturellem Kontext stehenden Geschichtsparks von Si Satchanalai und Kamphaeng Phet[31]
- 1991 der Geschichtspark Ayutthaya[32]
- 1992 die archäologischen Fundplätze von Ban Chiang[33]

Impressionen des thailändischen Weltkulturerbes
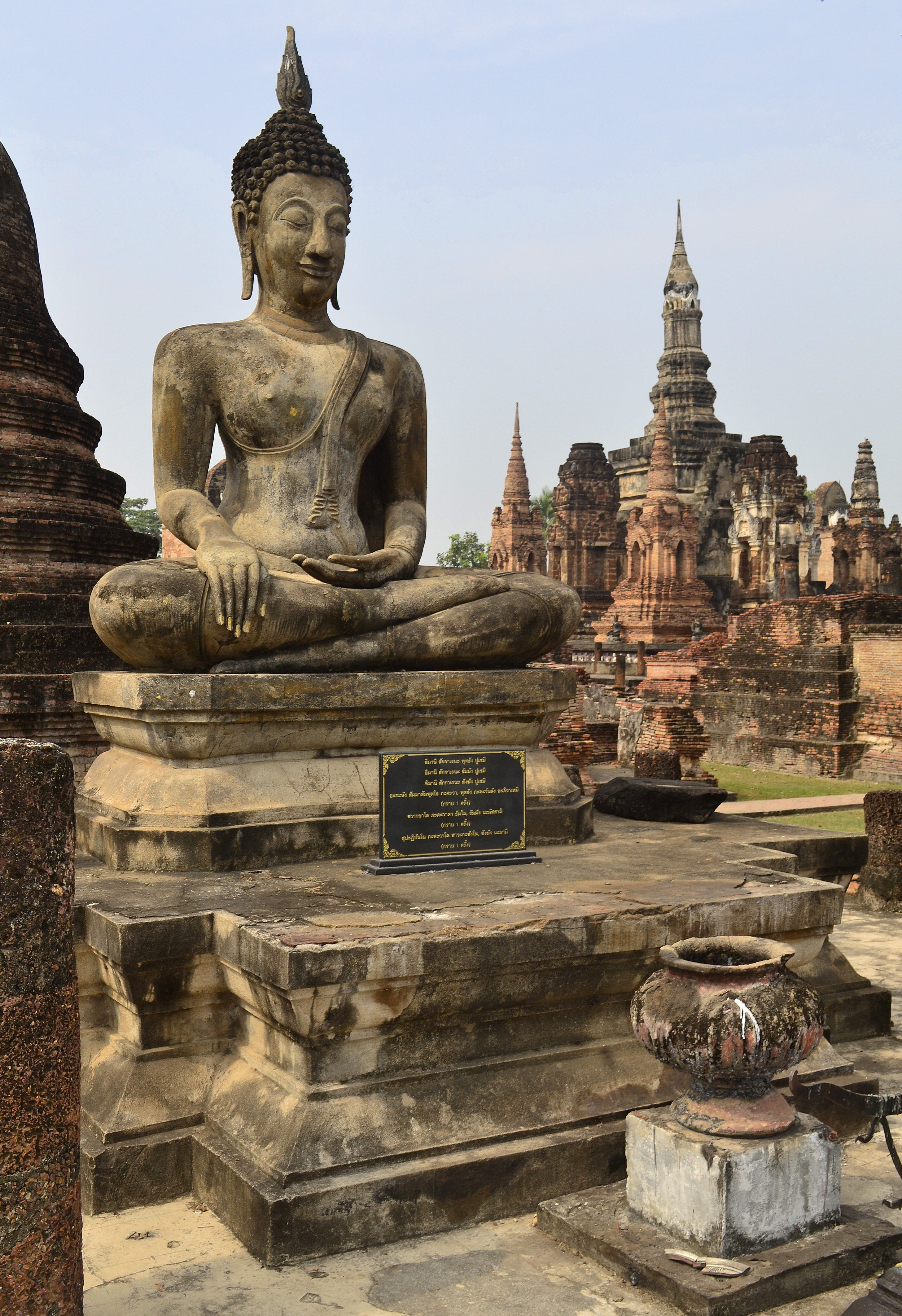
Wat Mahathat (Sukhothai)
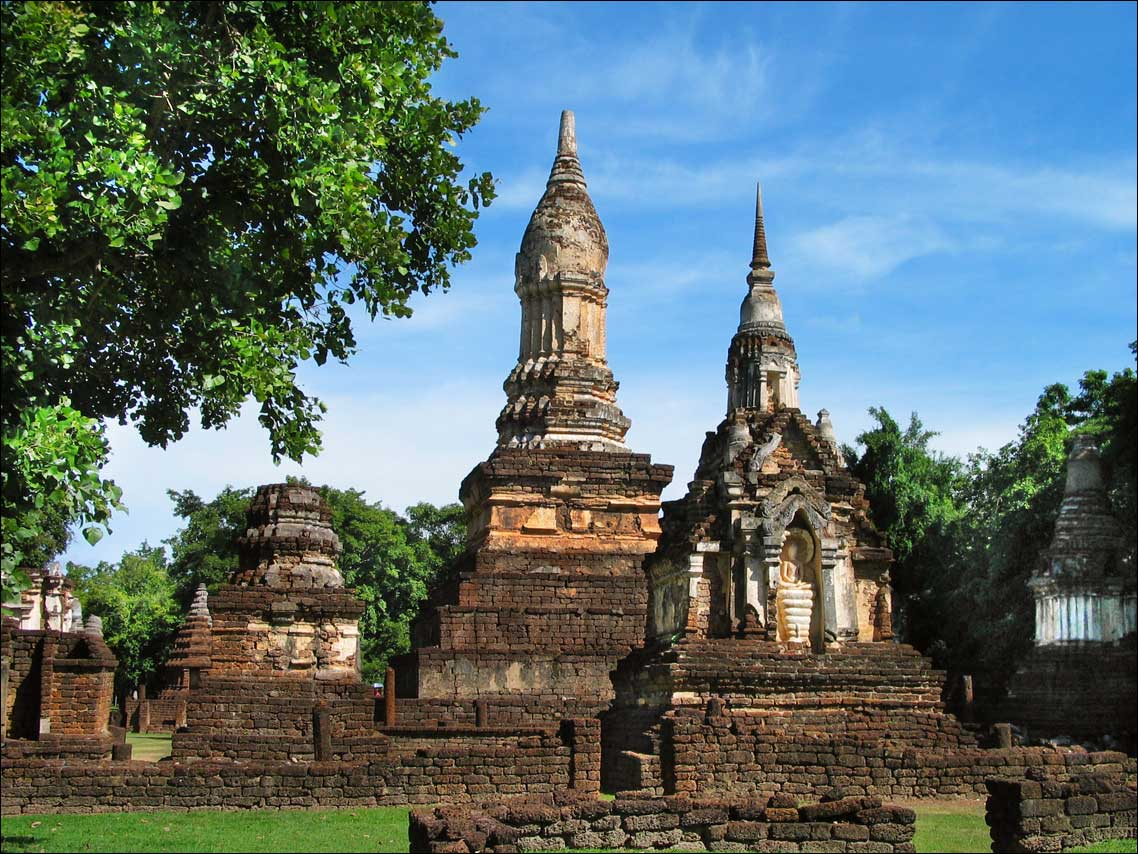
Wat Chedi Chet Thaeo (Si Satchanalai)
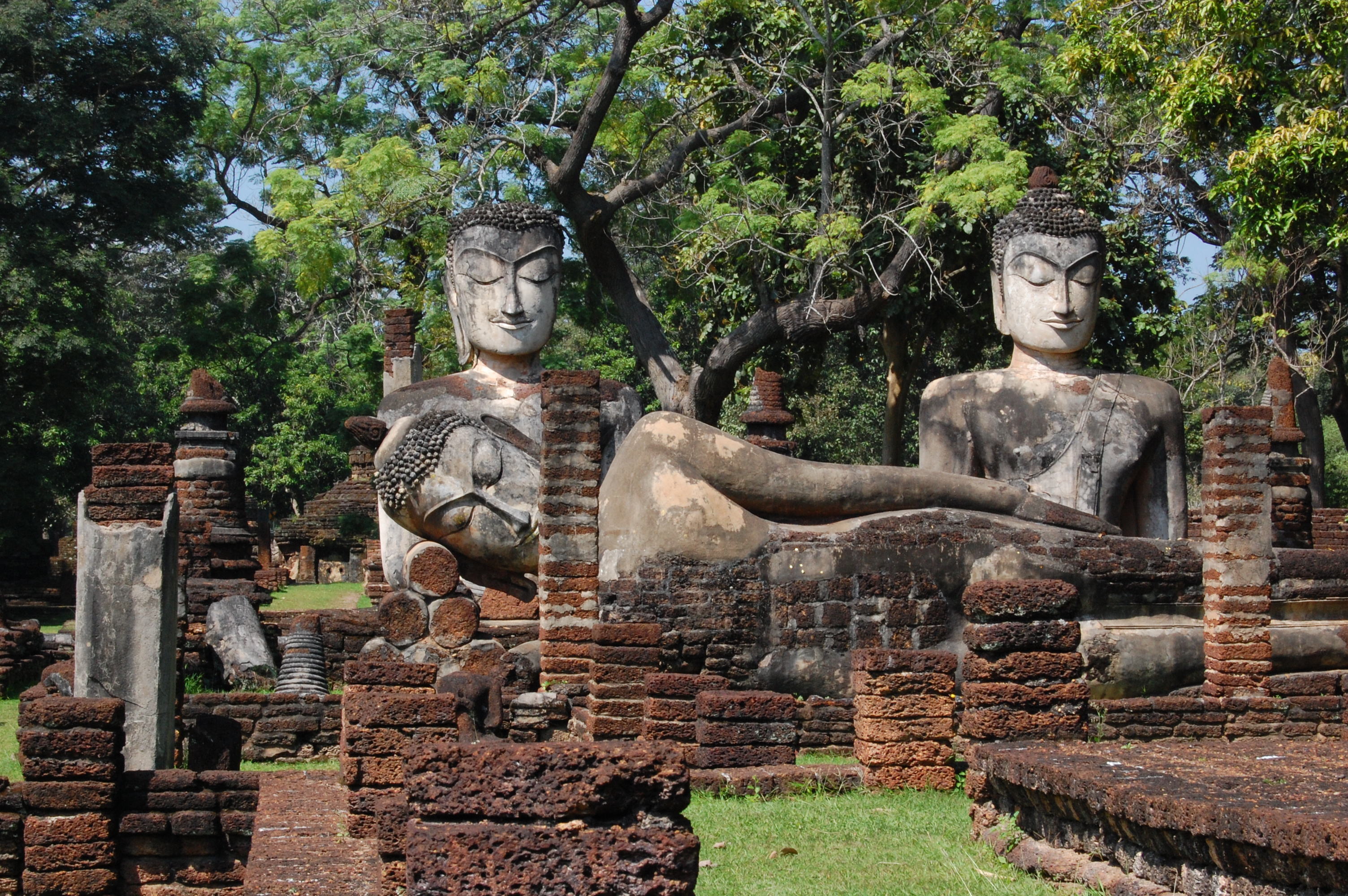
Wat Phra Kaeo (Kamphaeng Phet)
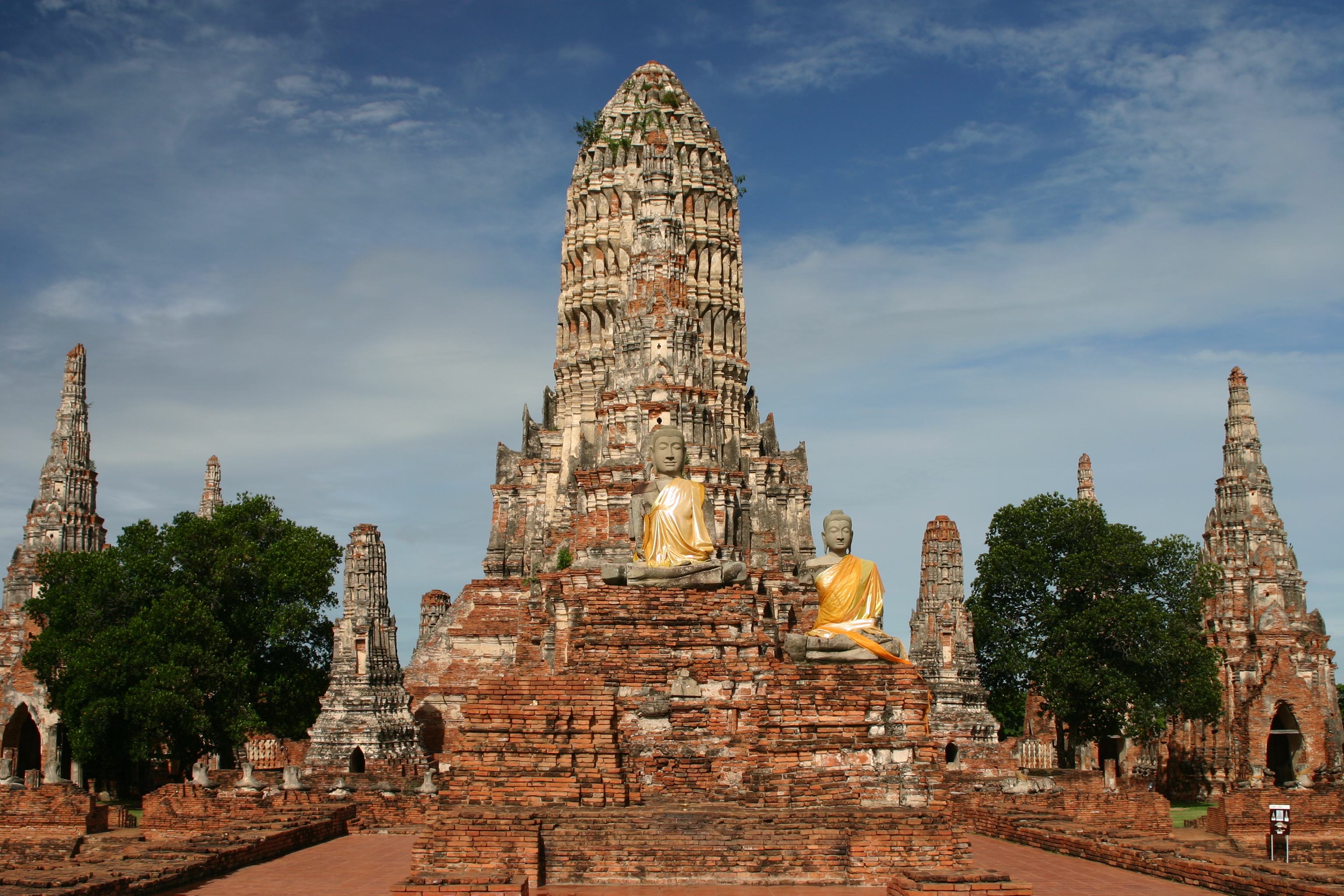
Wat Chai Watthanaram (Ayutthaya)
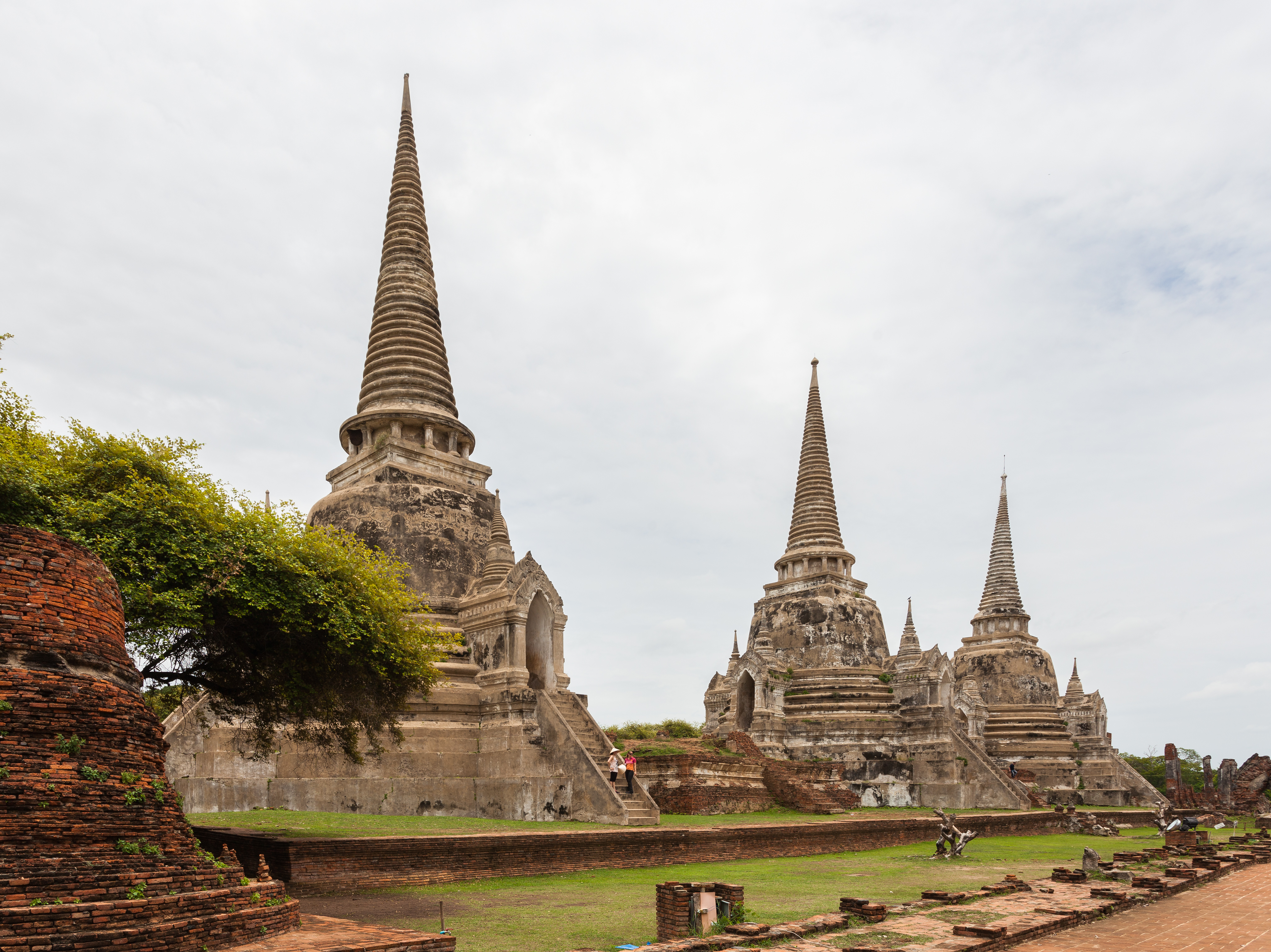
Wat Phra Si Sanphet (Ayutthaya)
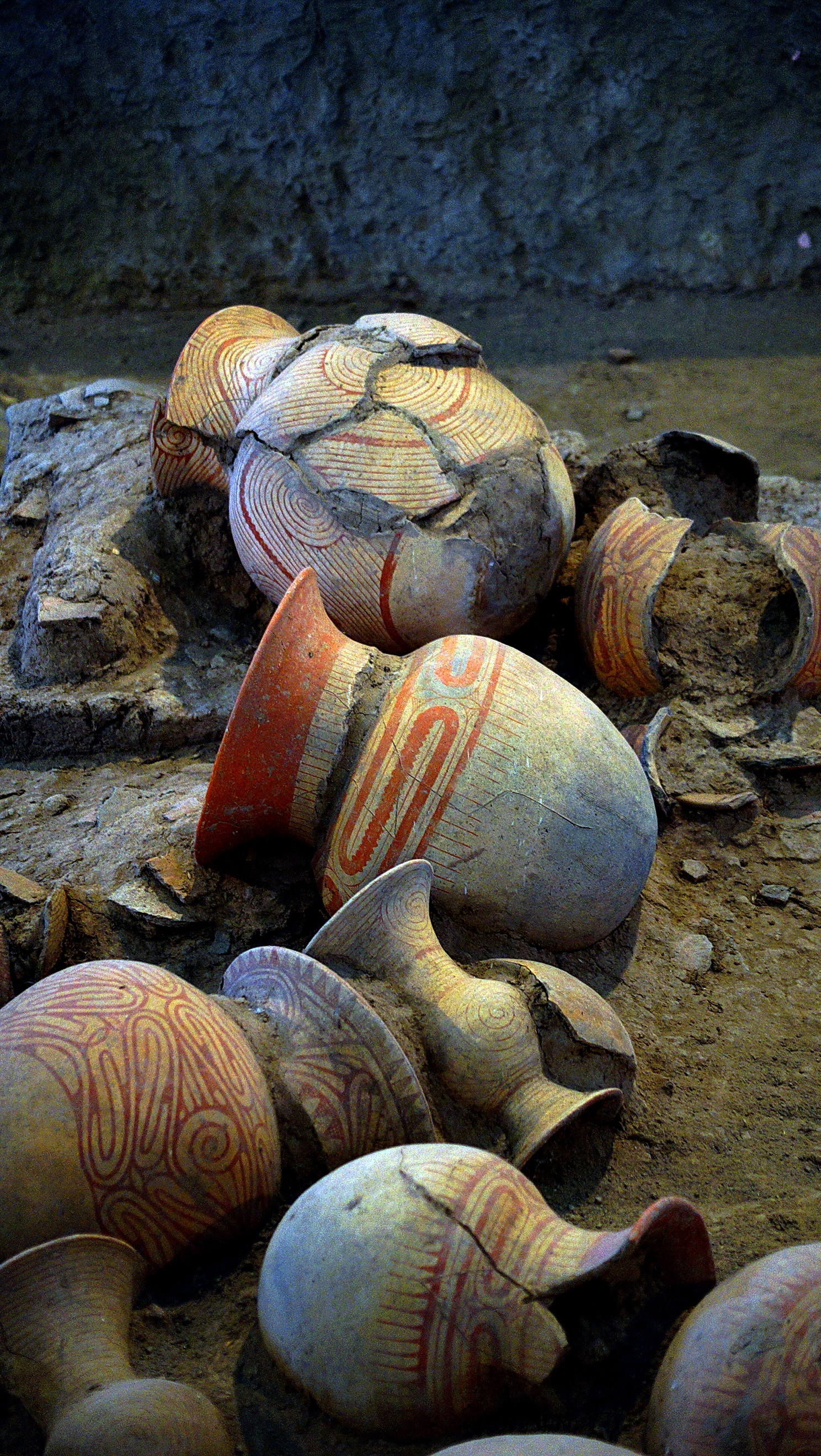
Keramik aus Ban Chiang

Ihren Rang als Weltnaturerbe erhielten:
- 1991 das Wildschutzgebiet Huai Kha Khaeng
- 2005 der Dong Phayayen-Khao Yai Forest Complex[34]

Auf der Kandidatenliste befinden sich ferner:
- seit 2004 die Bauten der Khmer im Geschichtspark Phimai (ab dem 11. Jahrhundert), im Amphoe Phimai in der Provinz Nakhon Ratchasima und die damit verbundenen Tempel Phanom Rung (ab dem 7. Jahrhundert) und Prasat Mueang Tam (ab dem 9. Jahrhundert), beide in der Provinz Buri Ram gelegen.
- seit 2004 der Geschichtspark Phu Phrabat (mit vorgeschichtlichen Fundstätten aus dem sechsten Jahrtausend vor unserer Zeitrechnung bis hin zu Anlagen der Khmer), in der Provinz Udon Thani
- seit 2011 der Nationalpark Kaeng Krachan
- seit 2012 der Wat Phra Mahathat Woramahawihan in Nakhon Si Thammarat
- seit 2015 die Denkmale, Fundstätten und die Kulturlandschaft von Chiang Mai, der Hauptstadt des Lan-Na-Reiches
- seit 2017 der Wat Phra That Phanom im Amphoe That Phanom in der Provinz Nakhon Phanom (aus dem 8./10. Jahrhundert), die mit ihm verbundenen historischen Gebäude und seine Landschaft

Impressionen der thailändischen Welterbe-Kandidaten
Zentralheiligtum im Geschichtspark Phimai
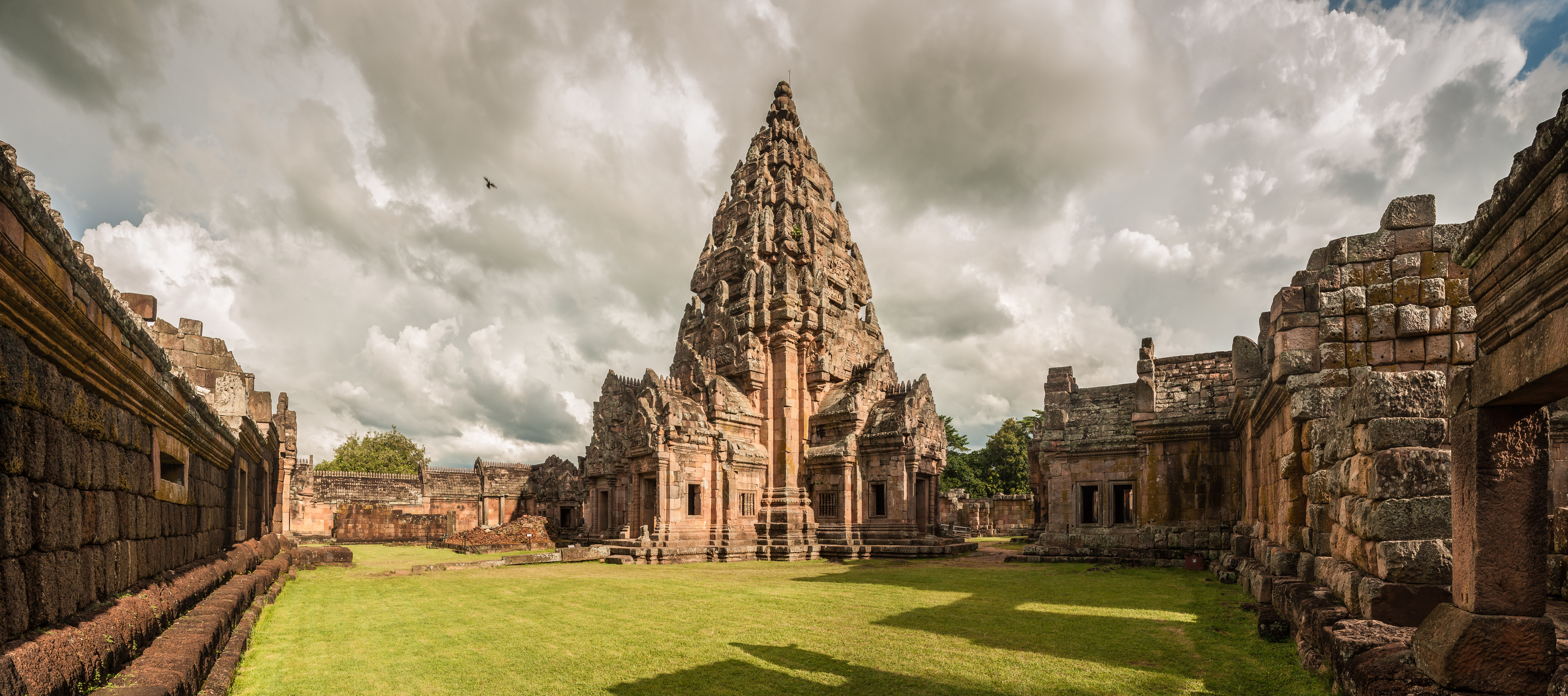
Wat Phanom Rung
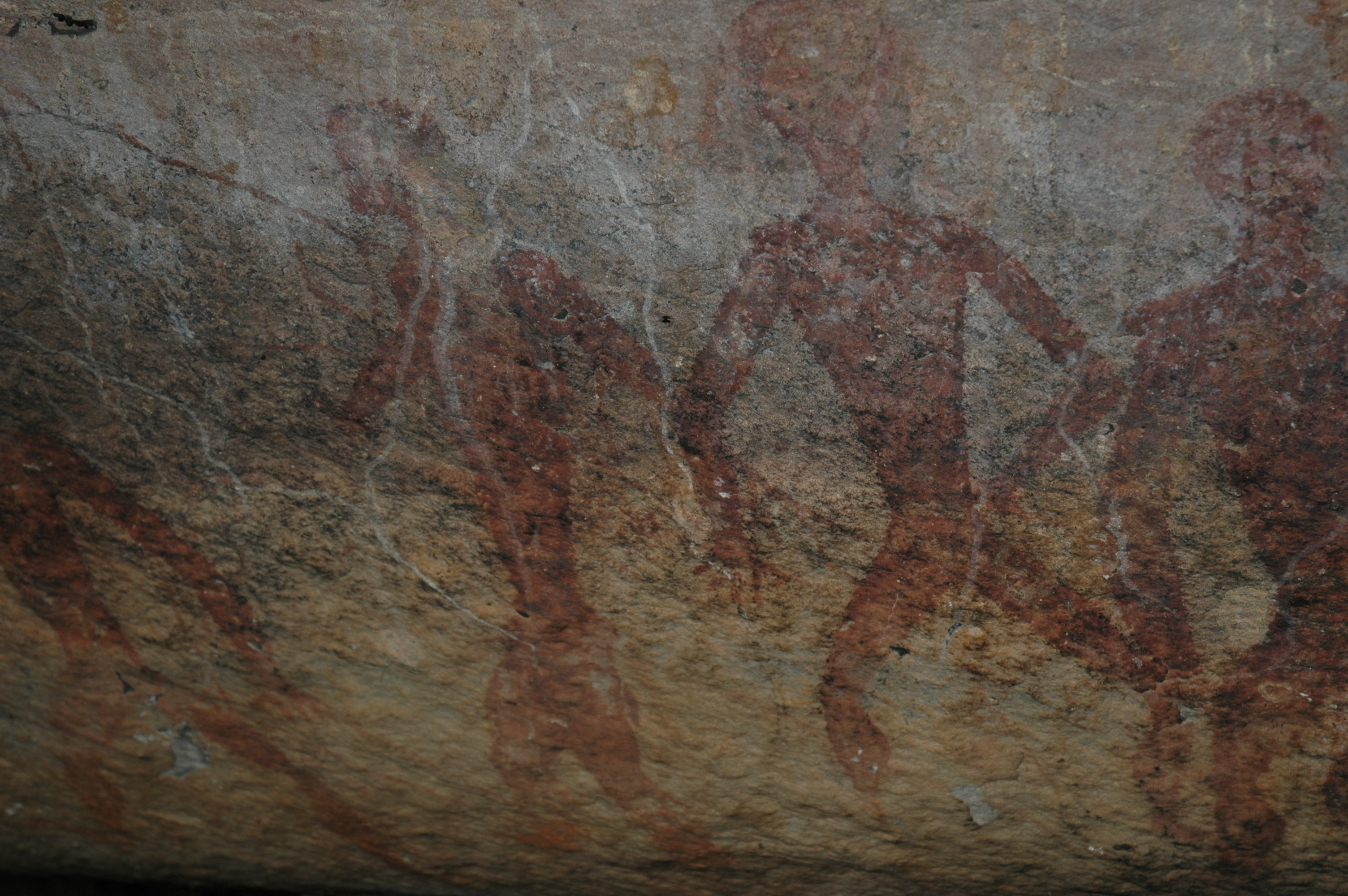
Vorgeschichtliche Höhlenmalerei im Geschichtspark Phu Phrabat
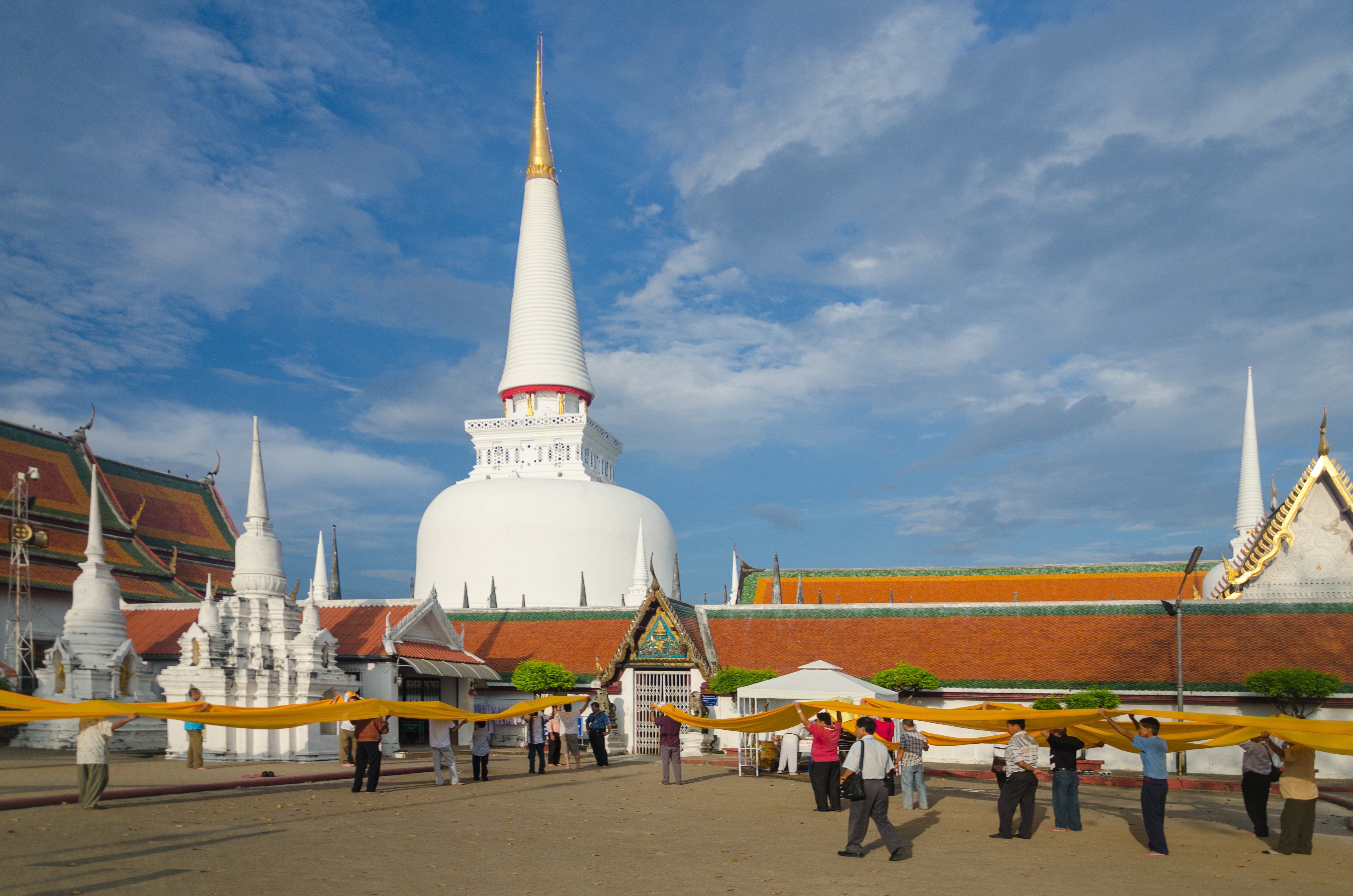
Wat Phra Mahathat Woramahawihan
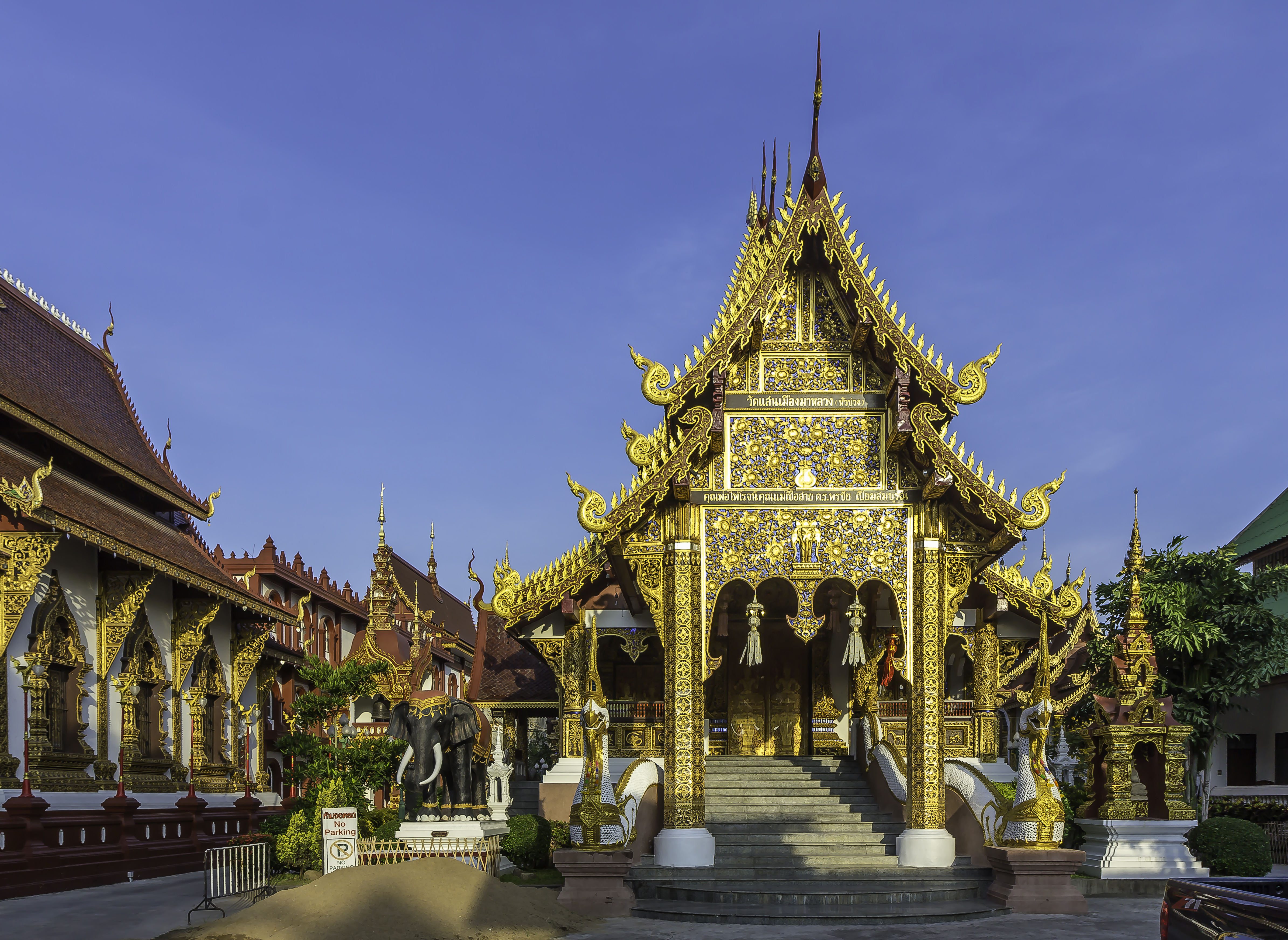
Wat Saen Mueang Ma Luang (Chiang Mai)
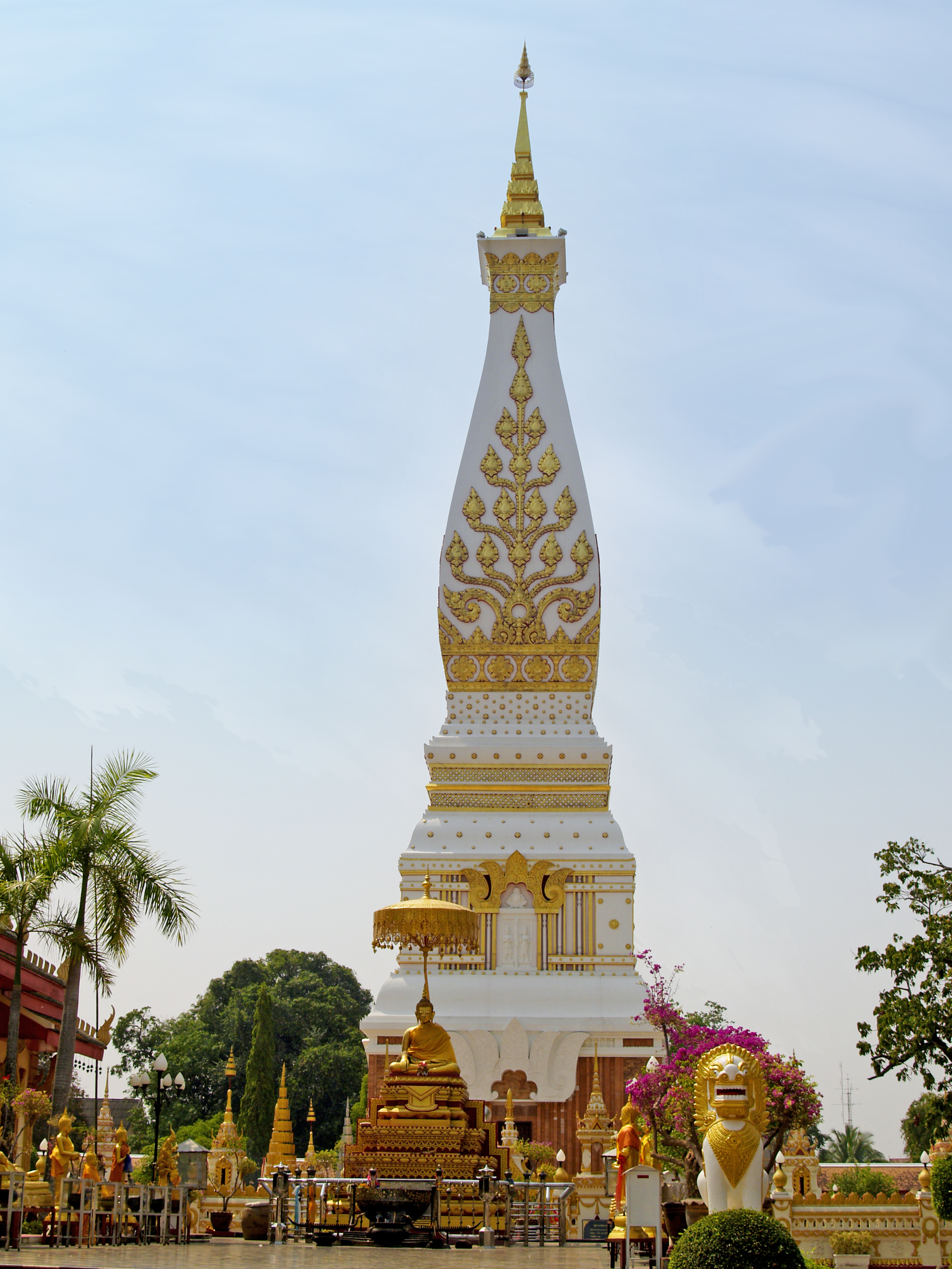
Wat Phra That Phanom

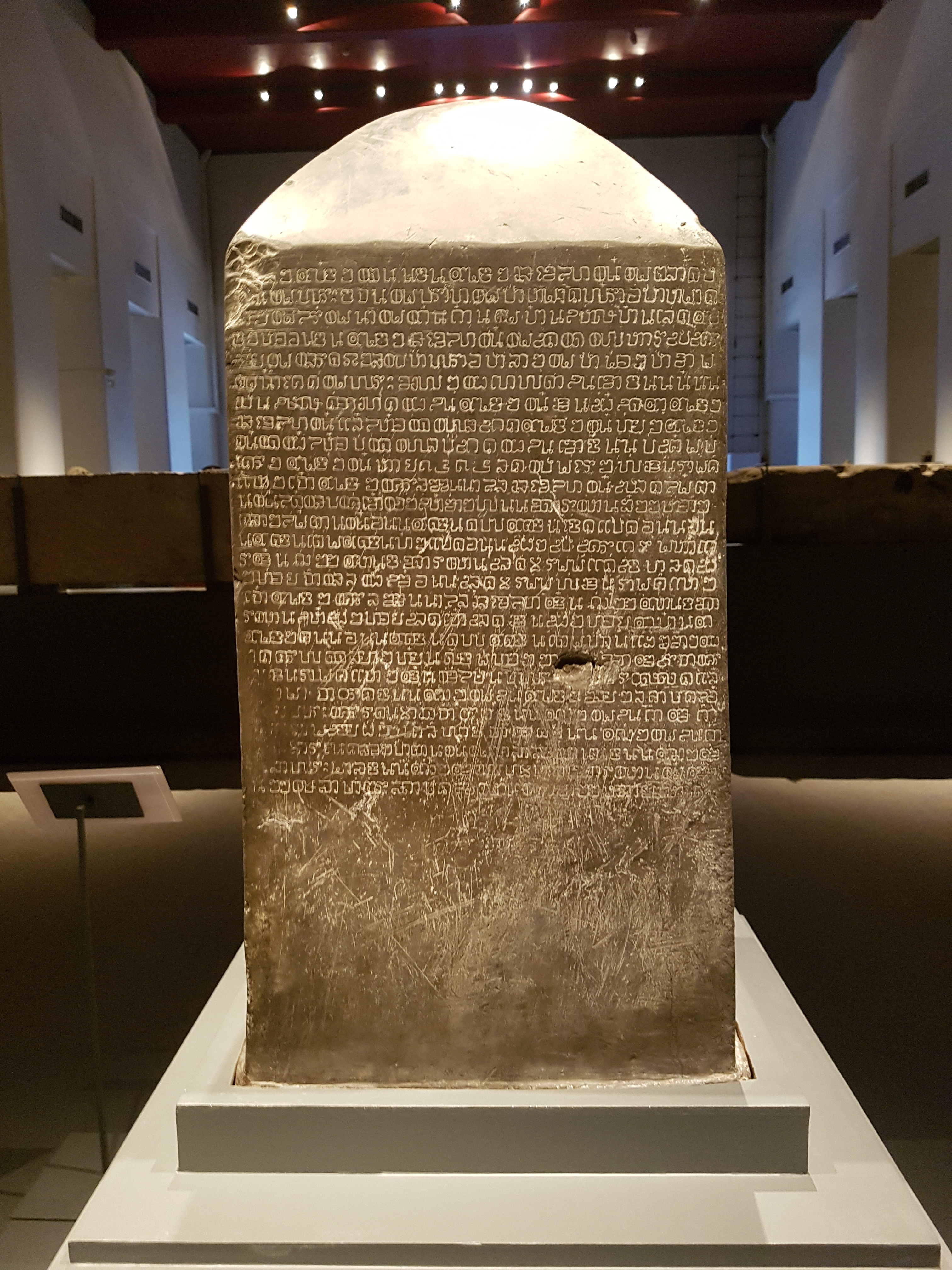
Inschrift Nr. 1 oder Ramkhamhaeng-Inschrift aus Sukhothai (um 1292/1293), Nationalmuseum Bangkok

Einen Status als Weltdokumentenerbe erhielten:
- 2003 die so genannte Inschrift Nr. 1 des Königs Ramkhamhaeng aus Sukhothai, das früheste Zeugnis der thailändischen Schrift, heute im Nationalmuseum in Bangkok[35]
- 2009 das Dokumentenarchiv von König Chulalongkorn (1868–1910) in Bangkok[36]
- 2011 die Epigraphischen Archive im Wat Pho in Bangkok[37]
- 2013 die Protokolle des Rats der Siam Society in Bangkok[38]